# Франческо III Гонзага
Вижте пояснителната страница за други личности с името Франческо Гонзага.
Франческо III Гонзага (на италиански: Francesco III Gonzaga; * 10 март 1533, Мантуа, Херцогство Мантуа; † 22 февруари 1550, пак там) от род Гонзага, е от 1540 г. до смъртта си  херцог на Мантуа и като Франческо I маркграф на Монферат.

## Произход
Той е най-възрастният син и наследник на херцог Федерико II Гонзага (1500 – 1540) и на втората му съпруга Маргарита Палеологина (1510 – 1566). По бащина линия е внук на маркграф Франческо II Гонзага и Изабела д’Есте, а по майчина – на маркграфа на Монферат Вилхелм XI Палеолог и принцеса Анна д'Алансон. Има трима братя и три сестри:
- Елеонора, монахиня
- Анна, монахиня
- Изабела (* 537, † 1579), съпруга на Франческо Фердинандо д'Авалос, вицекрал на Сицилия
- Гулелмо (* 1538, † 1587), 3-ти херцог на Мантуа и маркграф на Монферат, съпруг на Елеонора Австрийска
- Лудовико (* 1539, † 1595), херцог на Невер и Ретел, съпруг на Хенриета от Клев
- Федерико (* 1540, † 1565), епископ на Мантуа, кардинал

Има и един полубрат и една полусестра от извънбрачна връзка на баща си.

## Биография
Франческо III е само на 7 години, когато баща му умира, но въпреки това на 5 юли 1540 г. той е провъзгласен за херцог на Мантуа. Докато го чака да навърши пълнолетие, управлението се държи от майка му и чичовците му Ерколе и Феранте I Гонзага, назначени за негови настойници.
Император Карл V, гост на маркиз Алоизио Гонзага в Кастел Гофредо, му дава инвеститурата на 28 юни 1543 г., срещайки 10-годишния Франческо и майка му в замъка Медоле в присъствието на Феранте Гонзага, губернатор на Милано, и на кардинал Ерколе Гонзага. По същия повод е уговорен бракът на малкия херцог с внучката на императора Катерина Хабсбург, дъщеря на Фердинанд. Кардинал Ерколе и Франческо организират пищно парти по случай посещението в Мантуа на Максимилиан II Хабсбург, брат на бъдещата булка. Франческо III отива да посрещне Катерина в Тренто и сватбата се състои на 22 октомври 1549 г., след като е навършил 16 години. 
Общият живот на двамата млади съпрузи е кратък: няколко месеца след пристигането на съпругата му в Мантуа херцогът пада в ледените води на езерото по време на лов, разболявайки се от пневмония. След период, през който изглежда, че се е възстановил, той получава рецидив (вероятно поради карнавалните празненства) и умира на 16 г. Погребан е в базиликата „Санта Барбара“ в Мантуа.
Катерина се завръща в Австрия и наследството на херцога преминава към Гулиелмо, по-малкия му брат, все още под опеката на майка си и чичовците си Ерколе и Феранте.

## Брак и потомство
∞ 22 октомври 1549 за Катарина Австрийска (* 15 септември 1533, † 28 февруари 1572), дъщеря на император Фердинанд I, от която няма деца. Вдовицата му се омъжва на 31 юли 1553 г. за Зигмунт II Август, крал на Полша.